# Titan Saturn System Mission
Titan Saturn System Mission (TSSM) — не реализованный совместный проект НАСА и ЕКА для изучения Сатурна и его спутников: Титана и Энцелада, где ранее были сделаны уникальные открытия аппаратом «Кассини-Гюйгенс».
TSSM планировалось запустить в 2020 году. Используя гравитационные манёвры у Земли и Венеры, аппарат должен был бы достичь окрестностей Сатурна в 2029 году. На четырёхлетний план полета два года планировалось отвести на изучение Сатурна, два месяца — на изучение поверхности Титана с помощью посадочного модуля и двадцать месяцев — на орбитальную фазу исследования Титана.
По расчету стоимости НАСА, проект оценивался в 2,5 млрд долларов.
По состоянию на 2023 год, миссия Titan Saturn System Mission не включена в бюджет NASA и не является приоритетной в соответствии с десятилетним обзором планетарной науки, подготовленном в 2022 году для NASA Национальным научным фондом США.

## Как появился проект
Проект миссии Титан-Сатурн был создан в январе 2009 года путём слияния "Миссии Титан-Энцелад" (Titan and Enceladus Mission) Европейского космического агентства и Titan Explorer 2007 НАСА.
TSSM успешно конкурировал с другим проектом американского космического агентства — Europa Jupiter System Mission, пока в феврале 2009 года приоритет не был отдан последнему.

## Цели и задачи миссии
- Исследовать Титан как целостную систему.
- Выявить предполагаемые органические формы жизни на Титане.
- Уточнить модель эволюции Титана.
- Получить новые данные о магнитосфере Сатурна и Энцелада.

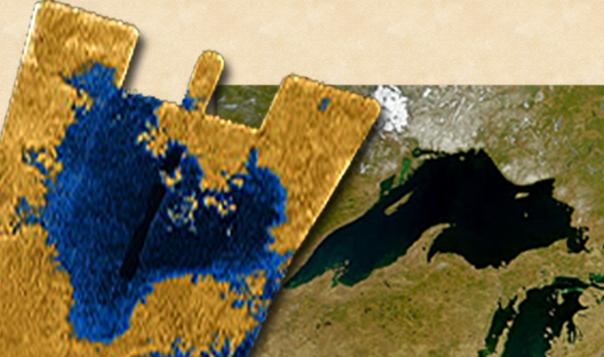
Сравнение озера на Титане с крупным земным пресноводным озером Верхним

На Титане главная задача состоит в том, чтобы получить информацию о таких аспектах, как: состав поверхности и географическое распределение различных органических элементов, выявление метанового цикла и бассейнов метана, активен ли сейчас криовулканизм и тектонизм, присутствует или отсутствует аммиак, изучение подповерхностного океана, магнитного поля и многого другого.
Предполагается, что цикл метана на Титане аналогичен земному гидрологическому циклу. Остаётся не решённым вопрос об источнике пополнения метана. Возможно, внутренний океан, который обнаружил Кассини, состоит из жидкой воды.

## План миссии

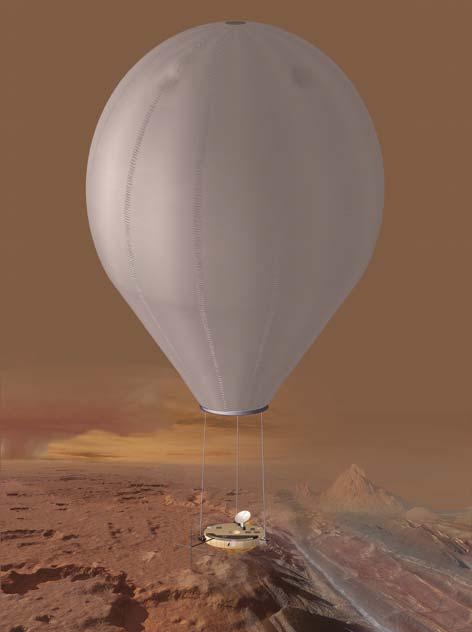
В теории, воздушный шар должен плавать в атмосфере Титана

Аппарат TSSM включает в себя один орбитальный и два спускаемых модуля: воздушный шар, который будет летать в небе Титана и посадочный модуль, который должен приводниться на поверхность одного из метановых озёр.
Данные, полученные этими роботами, будут направляться на орбитальный модуль. Аппараты будут оборудованы радарами, фотокамерами, приборами сканирования поверхности и атмосферы. Новая аппаратура гораздо лучше и современнее, чем у предыдущей миссии — Кассини-Гюйгенса.
Космический корабль будет использовать гравитационный манёвр возле других планет, чтобы достигнуть Сатурна. План предусматривает запуск в сентябре 2020, использование четырёхразового гравитационного манёвра Земля — Венера — Земля — Земля для максимального ускорения и прибытие к Сатурну 9 лет спустя, в октябре 2029 года. Это один из нескольких планов по доставке аппарата к Сатурну.
По прибытии к Сатурну в октябре 2029 года, химический двигатель выведет аппарат на орбиту Сатурна. Двухлетний план работы у планеты должен происходить «по ситуации». Фаза будет включать в себя как минимум семь пролетов и сближений с Энцеладом и шестнадцать с Титаном. В течение этого периода будет повторен гравиманевр, который даст необходимую энергию, чтобы переместиться к орбите Титана. Как только аппарат завершит облет Энцелада, он начнет анализировать необычные криовулканические образования на его южном полюсе.
Воздушный шар будет спущен в атмосферу Титана во время первого облёта. Он будет находиться в воздушном пространстве спутника шесть земных месяцев: с апреля по октябрь 2030 года. Основываясь на данных с Кассини-Гюйгенса, шар будет плавать в небе Титана до окончания своего срока службы по 20-му градусу северной широты и в 10 километрах над поверхностью.

## Посадочный модуль

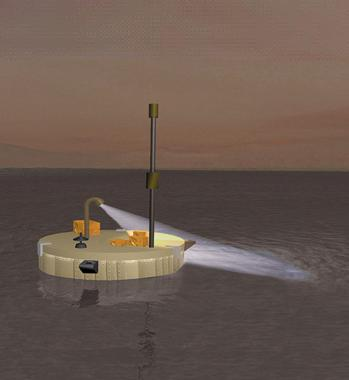
Titan Mare Explorer (TiME), посадочный модуль

Множество идей было предложено относительно концепции озёрного посадочного модуля (англ. Planetary Lake Lander). Один из наиболее детальных планов, так называемый Titan Mare Explorer (TiME), изначально предполагался как отдельная миссия, но в октябре 2009 года он был отложен и включен в TSSM.
Посадочный модуль будет выпущен с центрального аппарата во время второго пролёта вокруг Титана. Из-за туманной атмосферы спутника и большого расстояния до Солнца, аппарат не будет оснащен комплектом солнечных батарей. Их заменит новый генератор энергии — Advanced Stirling Radioisotope Generator (ASRG), специально созданный опытный образец с огромным запасом энергии, который должен обеспечить бесперебойным питанием как сам посадочный зонд, так и будущие космические миссии. Модуль сядет в зону Моря Лигеи, северное полярное море из жидких углеводородов в 79°N. Аппарат будет спускаться на парашюте, подобно «Гюйгенсу» в 2005 году. Через несколько часов он приводнится на жидкую поверхность. Это будет первое плавание земного аппарата в инопланетном море.
Основная задача аппарата — поиск простейших форм жизни в течение от трёх до шести месяцев, включая шесть часов атмосферного спуска.

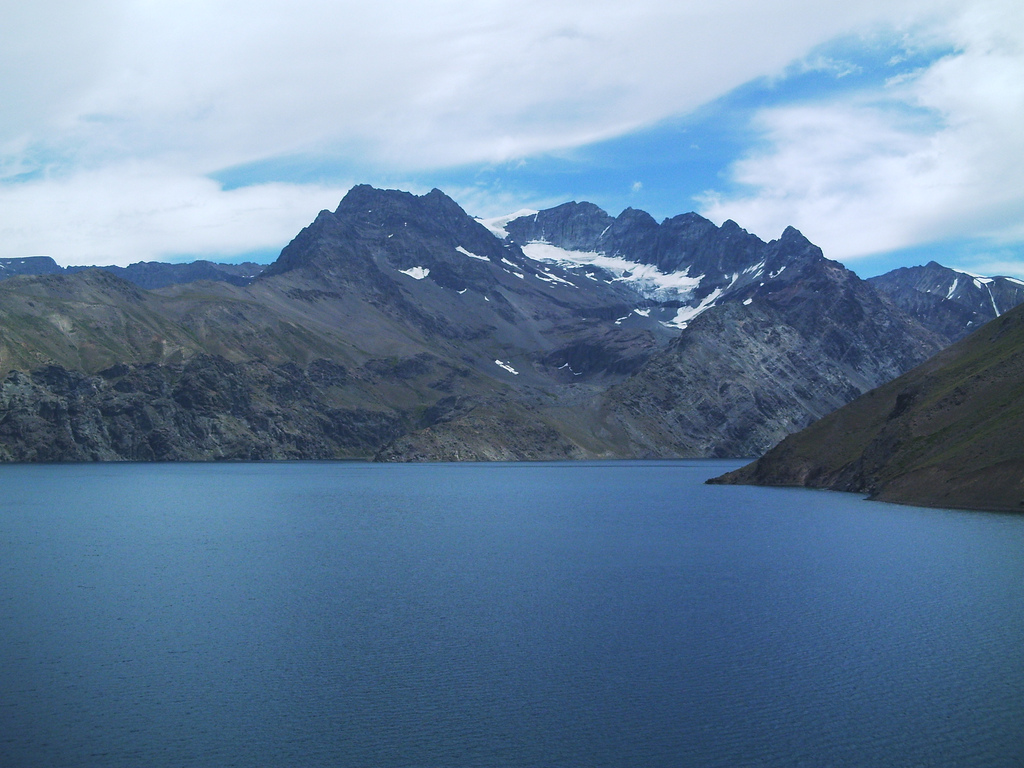
Озеро Лагуна-Негра, где испытывали посадочный модуль

В 2011—2013 гг. на озере Лагуна-Негра в чилийских Андах в Столичной области Сантьяго проводились испытания робота.